# كاي فرانسس
كاي فرانسِس (بالإنغليزية: Kay Francis) هي ممثلة أمريكية، ولدت في 13 يناير 1905 في الولايات المتحدة، وتوفيت في 26 أغسطس 1968 بنيويورك في الولايات المتحدة بسبب سرطان الثدي.

## أعمال

### أفلام
- (1930) سحوبات
- (1932) طريق ذو اتجاه واحد
- (1934) الوكيل البريطاني
- (1935) العيش في مخمل
- (1937) اعتراف